# Винцентий (дукс)
Винцентий (лат. Vincentius; погиб в 473 или 476) — последний римский военачальник в Тарраконской провинции (464/465 — не позднее 473), затем — дукс и военный магистр короля вестготов Эйриха.

## Биография
О Винцентии сообщается в «Галльской хронике 511 года» и в одном документе из переписки папы римского Гилария с духовенством Испании.
О происхождении Винцентия сведений в позднеантичных и раннесредневековых исторических источниках не сохранилось. Скорее всего, он родился в первой половине V века. Родиной Винцентия могла быть Тарраконская провинция, а сам он, скорее всего, принадлежал к местной иберо-римской знати. Предполагается, что он мог быть родственником знатной семьи из галльского Туля, у которой «Винцентий» было родовым именем. Возможно, подобно Викторию, Винцентий был ортодоксальным христианином.
Первое свидетельство о Винцентии в современных ему источниках относится к 465 году. 30 декабря того года папа римский Гиларий отправил митрополиту-епископу Асканию Тарраконскому письмо, которое было ответом на два послания испанского духовенства 463/464 и 465 годов. Наместник Святого Престола писал, что на состоявшемся в Риме 19 ноября соборе возведение в епископы Барселоны Иринея Тарасского вместо умершего Нундинария было признано незаконным. Гиларий порицал главу Тарраконской митрополии Аскания за потворствование при избрании барселонского епископа желаниям светских лиц, а также объяснял каноны об избрании на епископские кафедры глав епархий.
В послании папы римского Гилария упоминалось, что в то время Винцентий был «сиятельным мужем» и «дуксом Тарраконской провинции» (лат. «filius noster vir inluster dux provinciae Tarraconensis»). Однако, возможно, Винцентий также был и военным магистром. Вероятно, он прибыл в Испанию незадолго до отправки второго письма испанских епископов Гиларию, так как в нём Винцентий назван тем, от кого духовенство Тарраконской провинции узнало о событиях в религиозной жизни Рима и интересе папы римского к делам на Пиренейском полуострове. Предполагается, что именно он доставил это послание в Рим, а затем возвратился обратно. Обстоятельства назначения Винцентия на должности дукса и, вероятно, военного магистра достоверно не известны. Предполагается, что так как Тарраконская провинция тогда ещё не находилась под властью вестготов, Винцентий получил назначение на службу в Испанию от одного из западно-римских императоров: Либия Севера или Прокопия Антемия. Это могло произойти в 464 или 465 году. В таком случае, Винцентий — один из последних известных римских военачальников в Испании и безусловно последний в Тарраконской провинции. Однако часть историков отмечает, что прибытие Винцентия в Тарраконскую провинцию совпадает с прекращением полномочий военного магистра Галлии и Испании Арбория, в 465 году отправленного вестготами послом к свевам. Арборий был креатурой короля Теодориха II и, следовательно, его преемник Винцентий уже при своём назначении на должность должен был иметь тесные связи с этим вестготским правителем.
Винцентий — единственная известная персона, должность которого называлась «дукс Тарраконской провинции»: ранее римскими войсками на Пиренейском полуострове командовали комиты Испании. Предполагается, что последним из них мог быть воевавший в 459—460 годах со свевами Суниэрих. Возможно, к середине 460-х годов в Римской Испании уже произошло разложение имперского государственного и военного управления, а также началось обособление её областей. События в церковной сфере Тарраконской провинции также свидетельствуют, что в ней самой началось размежевание духовенства между двумя религиозными центрами: Тарраконской митрополией возглавляемой Асканием и Калаоррской епархией во главе с епископом Сильваном. Вскоре этот конфликт стал не только внутрицерковным, но и политическим, так как связанная с духовенством общими интересами знать также разделилась на два лагеря: сторонники тарраконского митрополита продолжали поддерживать связи с администрацией Западной Римской империи, а сторонники калаоррского епископа стали интегрироваться в государственные и военные органы Вестготского королевства. Винцентий принадлежал к сторонникам сближения с вестготами.
Предполагается, что Винцентий тождественен одноимённому адресату письма Сидония Аполлинария. В этом написанном в 468 году послании сообщалось об Арванде, за связь с вестготами обвинённом императором Прокопием Антемием в государственной измене. Возможно, Винцентий тогда ещё не перешёл на службу к вестготам, но уже вынашивал такие планы и поэтому интересовался судьбой близкой ему по намерениям персоны.
Не позднее 473 года Винцентий стал подданным вестготского короля Эйриха. Об обстоятельствах этого события сведений не сохранилось. В «Галльской хронике 511 года» он назван дуксом Испании (лат. dux Hispaniarum): это первое известное упоминание такой должности в античных и раннесредневековых источниках. Сфера его полномочий точно не известна: возможно, она была схожа или с полномочиями военного магистра, или с полномочиями комита Испании. Винцентий — самый высокопоставленный из военачальников Римской Испании, ставший подданным вестготских монархов. Предполагается, что вместе со своим военачальником на службу к Эйриху могли перейти и находившиеся под командованием Винцентия воины.
В письме папы римского Гилария не сообщалось о каких-либо трудностях в связях между Италией и Тарраконской провинцией. На этом основании предполагается, что в середине 460-х годов обстановка в этой части Испании была мирной и её населению не угрожали ни мятежники, ни внешние враги. Однако уже в конце 460-х годов северная часть Пиренейского полуострова стала объектом экспансии вестготского короля Эйриха. Первыми его приобретениями в этой части Западной Римской империи стали захваченная вскоре после 469 года Мерида и завоёванные в 472 году комитом Гаутеритом Памплона, Сарагоса и близлежавшие города. В 473 году новое войско во главе с Винцентием и Гельдефредом после осады подчинило Эйриху Тарракон (ныне Таррагона) и захватило несколько прибрежных городов в Тарраконской Испании. Благодаря этому под контроль вестготов попало всё средиземноморское побережье провинции. Противниками вестготов здесь были представители местной иберо-римской знати, собравшие войско из своих рабов, клиентов и горожан. Однако это войско, потерпев поражение в сражении, не смогло оказать вестготской армии долгого сопротивления. Эти завоевания позволили жившему в первой половине VII века Исидору Севильскому написать в «Истории готов, вандалов и свевов», что Эйрих «подчинил всю Верхнюю Испанию», а «знать Тарраконской провинции, которая ему сопротивлялась, он, ворвавшись с войском, уничтожил». После этих завоеваний под властью вестготов оказался почти весь Пиренейский полуостров за исключением его северо-западной части, где продолжило существовать Свевское королевство.
Вскоре после похода в Тарраконскую провинцию Винцентий во главе войска был направлен Эйрихом в Италию. Однако вестготы потерпели поражение от итальянских комитов Аллы и Синдилы, а сам Винцентий погиб. О том, какую должность Винцентий тогда занимал, имеются противоречивые сведения. В «Галльской хронике 511 года» он назван «кем-то вроде магистра армий» (лат. «quasi magister militum»). Возможно, полномочия Винцентия были аналогичны полномочиям римского «магистра обеих частей» (лат. magister utriusque militae) — военачальника, возглавлявшего войска как Испании, так и Галлии. Таким образом, к моменту своей гибели он был одним из наиболее высокопоставленных военачальников Вестготского королевства. О дате смерти Винцентия идут дискуссии. Одни историки, опираясь на данные «Галльской хроники 511 года», считают, что он погиб в 473 году во время похода в итальянские владения правителя Западной Римской империи Глицерия. Другие исследователи, сопоставляя сведения этого источника со свидетельствами других раннесредневековых авторов, предполагают, что Винцентий должен был погибнуть в 476 году, а его противники Алла и Синдила были на службе у захватившего итальянский престол Одоакра. В этом случае поход Винцентия в Италию должен был состояться между захватом вестготами Марселя и Арля (по разным данным, в период с 473 по 476 годы) и признанием в 477 году Одоакром прав Эйриха на завоёванный тем Прованс.